# كزافييه جان
كزافييه يناير (بالفرنسية: Xavier Jan)‏ ولد بتاريخ 2 يونيو 1970 في دينان، فرنسا، هو دراج فرنسي سابق في صنف سباق الدراجات على الطريق.

## روابط خارجية
- كزافييه جان على موقع أرشيف الدراجات (الإنجليزية)
- كزافييه جان على موقع إحصائيات الدراجات الإحترافية (الإنجليزية)
- كزافييه جان على موقع نسبة الدراجات (الإنجليزية)